# Stefano Jacomuzzi
Stefano Jacomuzzi (Novi Ligure, 3 ottobre 1924 – Torino, 10 maggio 1996) è stato uno scrittore e critico letterario italiano.

## Biografia
Scrisse alcuni libri di narrativa come Un vento sottile, Le storie dell'ultimo giorno (Premio Selezione Campiello)  e Cominciò in Galilea. Nell'ambito della letteratura e della saggistica sportiva, fu autore di due classici volumi di riferimento: l'Enciclopedia dello sport e la Storia delle Olimpiadi.
Il suo commento alla Divina Commedia è stato spesso adottato nell'insegnamento scolastico.
Era fratello del critico letterario Angelo Jacomuzzi